# Mark Iuliano
Mark Iuliano (født 12. august 1973) er en tidligere italiensk fodboldspiller, der for det meste spillede i forsvaret. Han spillede også i sin aktive karriere for Italien.
Han havde stor succes mens han spillede for Juventus F.C. i 1990'erne. Han forlod Juventus til fordel for Mallorca, før han returnerede tilbage til Italien til Sampdoria i 2006, dog uden den store succes. Derefter fik han én sæson i Messina, før han drog videre til Ravenna.
Iuliano fik en karantæne på 22 måneder efter en positiv kokaintest.